# Ruaridh Mollica
Ruaridh Silvio James MacGillivray-Mollica (Prato,14 de octubre de 1999) es un actor, escritor y director escocés-italiano. Protagonizó la película Sebastian (2024). En televisión, apareció en la serie de Channel 5 Witness Number 3 y en la serie de BBC Three Red Rose (ambas en 2022).

## Primeros años y educación

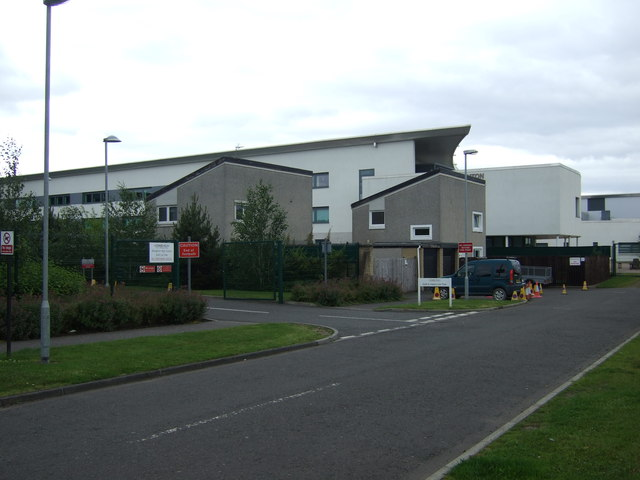
Broughton High School en Edimburgo

Mollica nació en Prato, Italia, hijo de madre escocesa y padre italiano. Mollica asistió a la Broughton High School en Edimburgo. Se unió a la compañía de teatro juvenil Strange Town, donde conoció a su agente Ruth Hollyman. Mollica se graduó con una Licenciatura en Ciencias en Informática de la Universidad Heriot-Watt en 2021. Durante su tiempo en la universidad, participó en deportes de nieve. Tenía la intención de realizar un máster en Ciberseguridad en una universidad de Londres, pero rechazó la oferta cuando fue elegido para Red Rose.

## Carrera
Mollica comenzó su carrera como actor infantil, debutando en televisión a los 12 años en un episodio de la serie de BBC One Case Histories junto a Jason Isaacs y Mark Bonnar. También hizo su debut en el cine como bailarín de fondo en la adaptación de Sunshine on Leith. Trabajó intermitentemente durante varios años, apareciendo en el drama de 2015 Stonemouth como una versión joven del personaje de Christian Cooke y en la película romántica de 2018 Tell It to the Bees.
Durante su último año en la universidad, Mollica regresó a la actuación cuando su agente de Strange Town, Ruth Hollyman, le consiguió el papel principal junto a Joshua Griffin en el cortometraje de Sean Lionadh de 2022 Too Rough, que ganó un Premio BAFTA Escocés. Luego obtuvo su primer papel recurrente en televisión como Patrick Hume en la serie de terror de BBC Three Red Rose, por la que Mollica rechazó su plaza de posgrado en la universidad para filmar, y su primer papel principal en la serie de Channel 5 Witness Number 3. También apareció en Wasted en el Jack Studio Theatre en Brockley.
En 2024, Mollica protagonizó como el personaje principal, Max, en la segunda película de Mikko Mäkelä, Sebastian, que se estrenó en el Festival de Cine de Sundance 2024. Mollica también interpretó una versión joven del personaje de Stephen Moyer, Teddy, en la serie de Paramount+ Sexy Beast. Tiene un próximo papel en la película Sukkwan Island.

## Vida personal
Respecto a su sexualidad, en una entrevista de febrero de 2024 con Queerty, Mollica dijo: "fue solo cuando me mudé a Londres y tuve la oportunidad de ser yo mismo que me di cuenta de que, en realidad, también me gustan los hombres".

## Filmografía

### Cine
| Año          | Título                          | Papel            | Notas                            |
| ------------ | ------------------------------- | ---------------- | -------------------------------- |
| 2013         | Sunshine on Leith               | Bailarín         |                                  |
| 2018         | Tell It to the Bees             | Atacante de Rose |                                  |
| 2022         | Too Rough                       | Nick             | Cortometraje                     |
| 2022         | The Doomsday Clock              | El Lector        | Cortometraje; director, escritor |
| 2023         | Boys on Film: Dangerous to Know | Nick             |                                  |
| 2024         | Sebastian                       | Max              |                                  |
| Por anunciar | Sukkwan Island                  |                  |                                  |

### Televisión
| Año          | Título           | Papel            | Notas                        |
| ------------ | ---------------- | ---------------- | ---------------------------- |
| 2013         | Case Histories   | Freddie Marshall | Episodio: "Nobody's Darling" |
| 2015         | Stonemouth       | Joven Stewart    | Parte 1                      |
| 2022         | Witness Number 3 | Po               | Papel principal              |
| 2022         | Red Rose         | Patrick Hume     | 5 episodios                  |
| 2024         | Sexy Beast       | Joven Teddy Bass |                              |
| 2024         | The Jetty        | Troy             | 2 episodios                  |
| Por anunciar | The Franchise    | Jaz              |                              |
| Por anunciar | A Thousand Blows | Nicholas Graften |                              |
| Por anunciar | Ridley           | Ryan Stanford    | Serie 2                      |

### Videos musicales
"Easter Road" (2020), Callum Beattie